# آرامگاه دو کمال
آرامگاه دو کمال که مدفن کمال خجندی (شاعر سده‌های هشتم و نهم هجری) و کمال‌الدین بهزاد (نقاش سدهٔ دهم هجری) است، در یکی از باغ‌های محلهٔ بیلانکوه در شرق شهر تبریز جای گرفته‌است. این آرامگاه در تاریخ ۱۳۷۷٫۰۴٫۲۹ خورشیدی به شمارهٔ ۲۰۵۶ در فهرست آثار ملی ایران به ثبت رسیده‌است.
آرامگاه دو کمال در سال ۱۳۴۲ خورشیدی به همت و تطبیق اسناد مربوطه توسط عزیز دولت‌آبادی کشف و برمبنای اسناد ارایه شده در فهرست آثار ملی ایران قرار گرفت و مرمت آن توسط انجمن آثار و مفاخر فرهنگی آغاز گردید؛ همچنین لوح یادبودی در این مکان نصب شده‌است. دانشگاه ملی باباجان غفوراف در کشور تاجیکستان به جهت کشف این بنای مشترک که میراث مشترک ایران و تاجیکستان بوده ضمن برگزاری مراسم تجلیل، یادبود عزیز دولت‌آبادی را در این دانشگاه نصب کرده‌است.
در سال ۱۳۹۱ هیأتی بلندپایه از چهره‌های علمی و ادبی تاجیکستان با حضور در این مقبره و انتقال یک مشت از خاک آن اقدام به ساخت بنای یادبودی برای نگهداری تربت کمال‌الدین مسعود خجندی نمودند.
در سال ۱۳۹۰ نیز هفتهٔ فرهنگی تبریز در خجند تاجیکستان با نکوداشت این مکان و نام و یاد کمال خجندی به همت سازمان فرهنگی هنری شهرداری تبریز برگزار شده‌است.

## نگارخانه

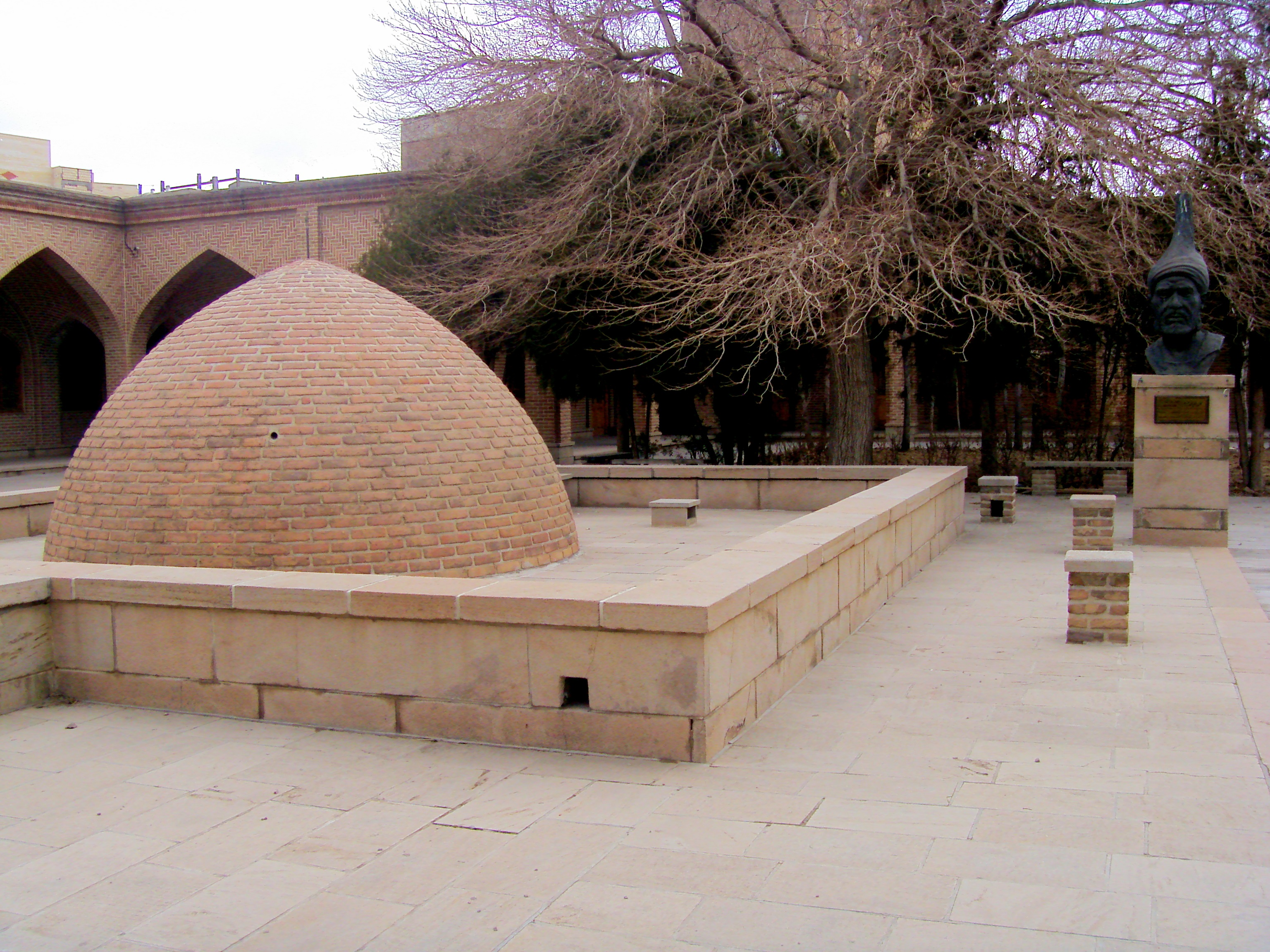
محوطه
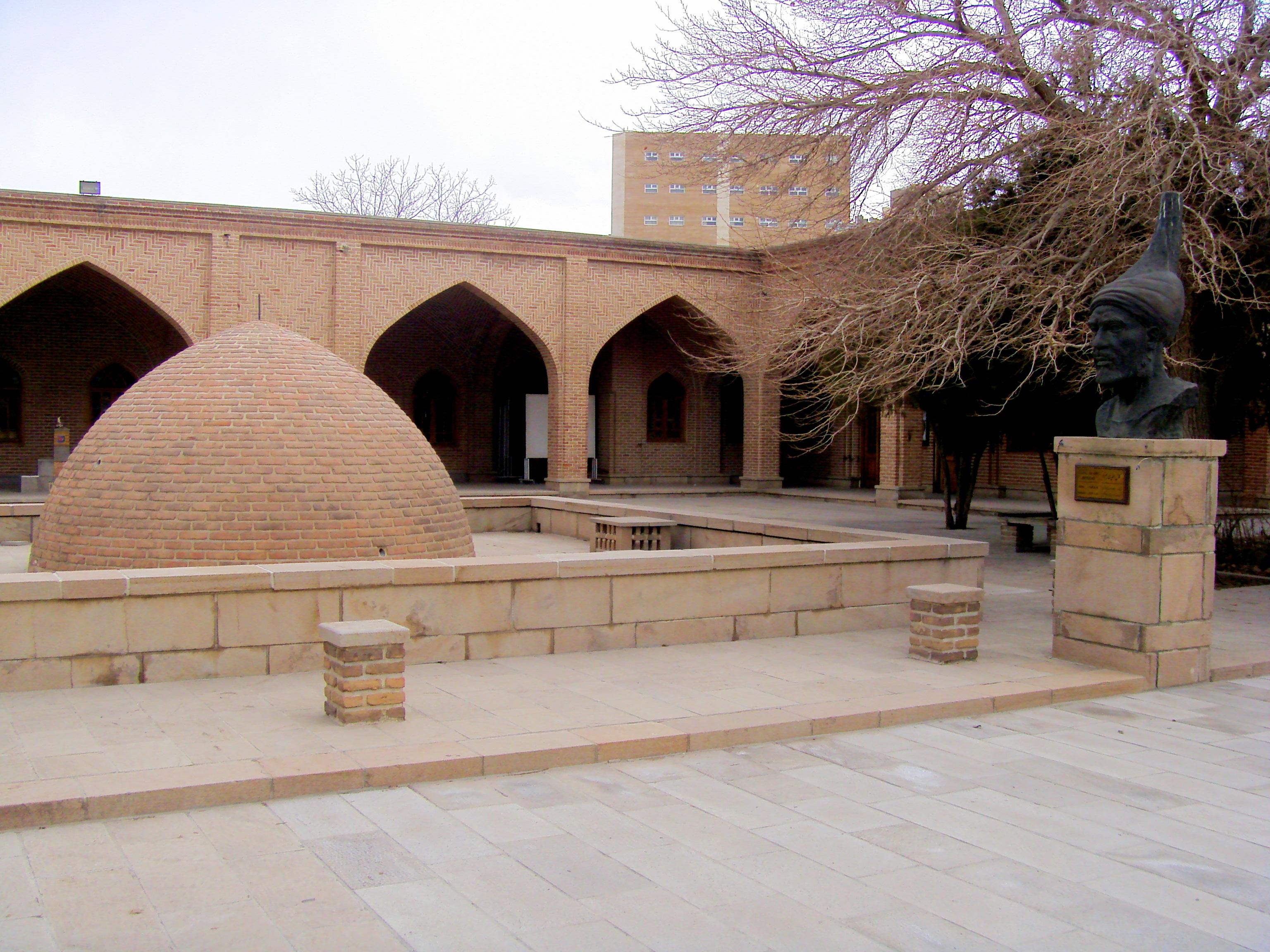
محوطه
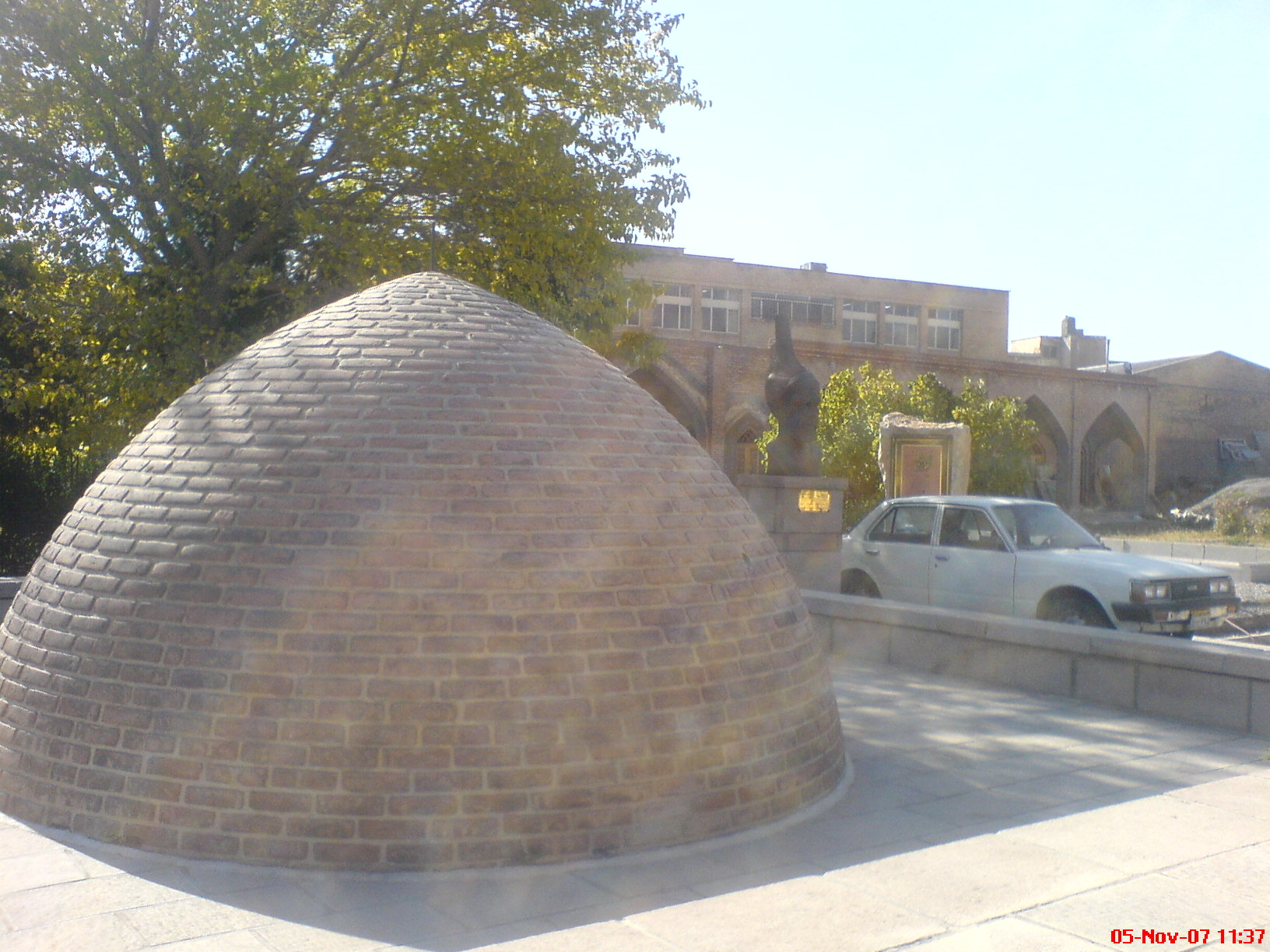
محوطه
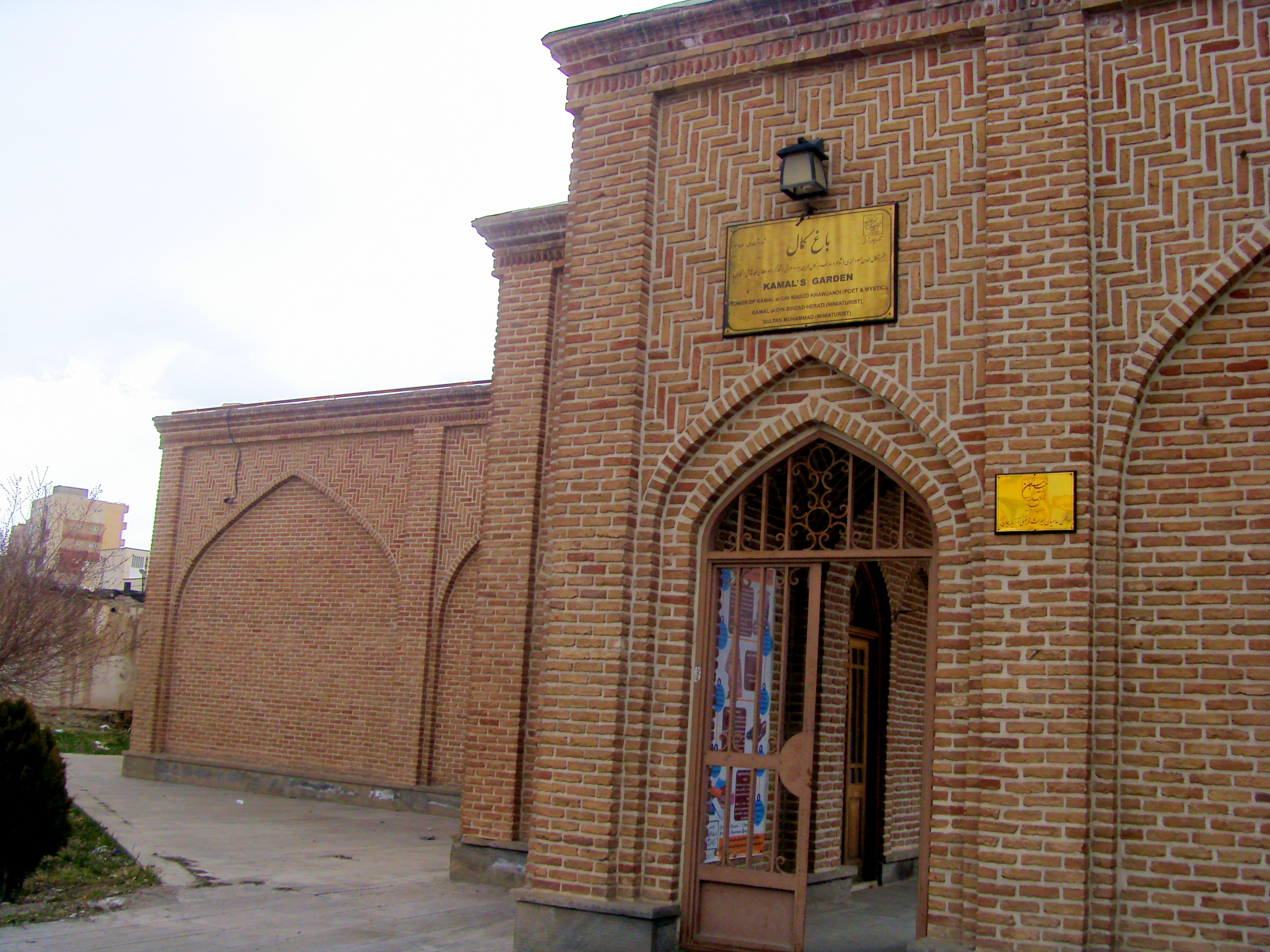
ورودی آرامگاه
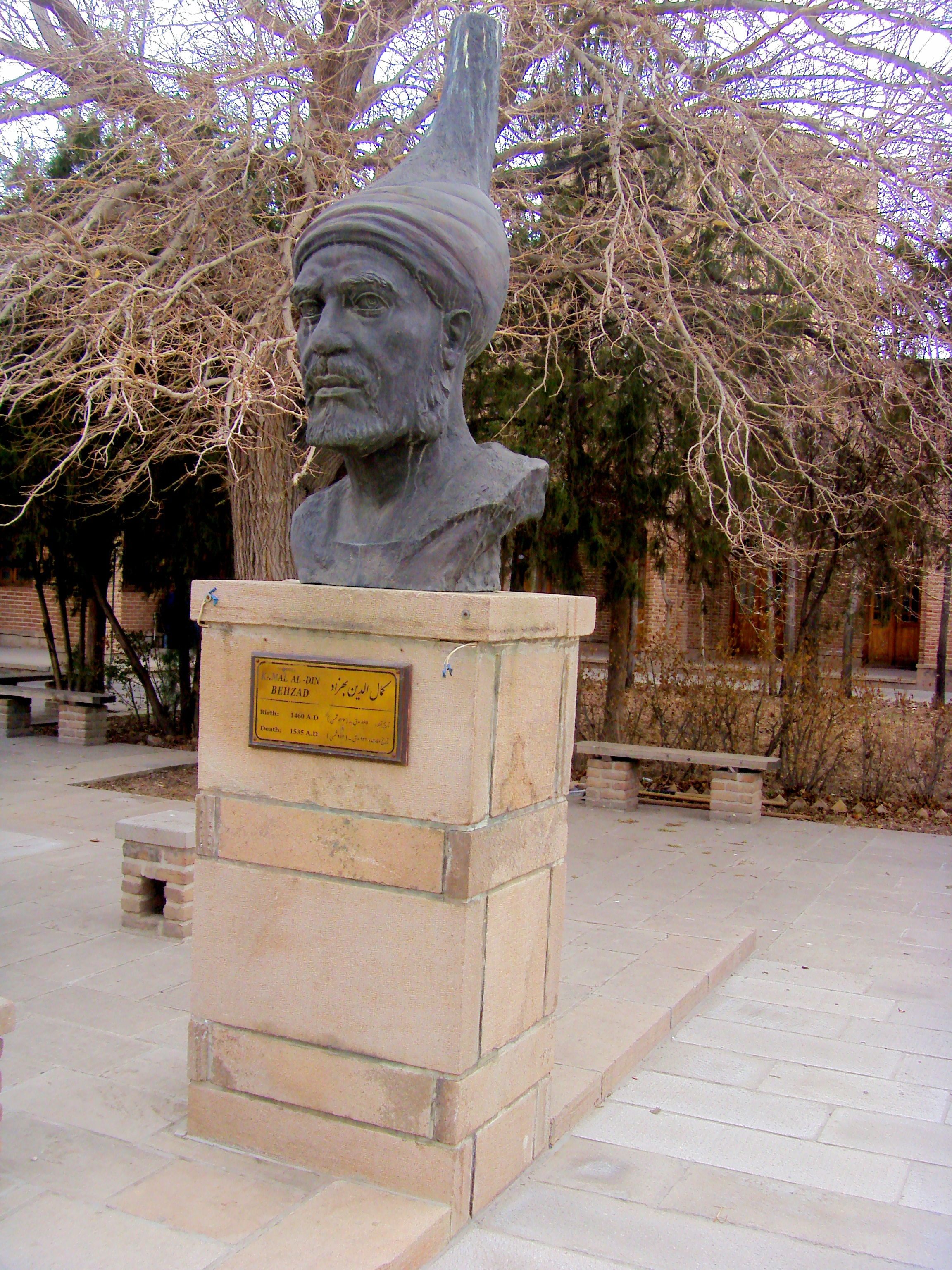
تندیس کمال‌الدین بهزاد
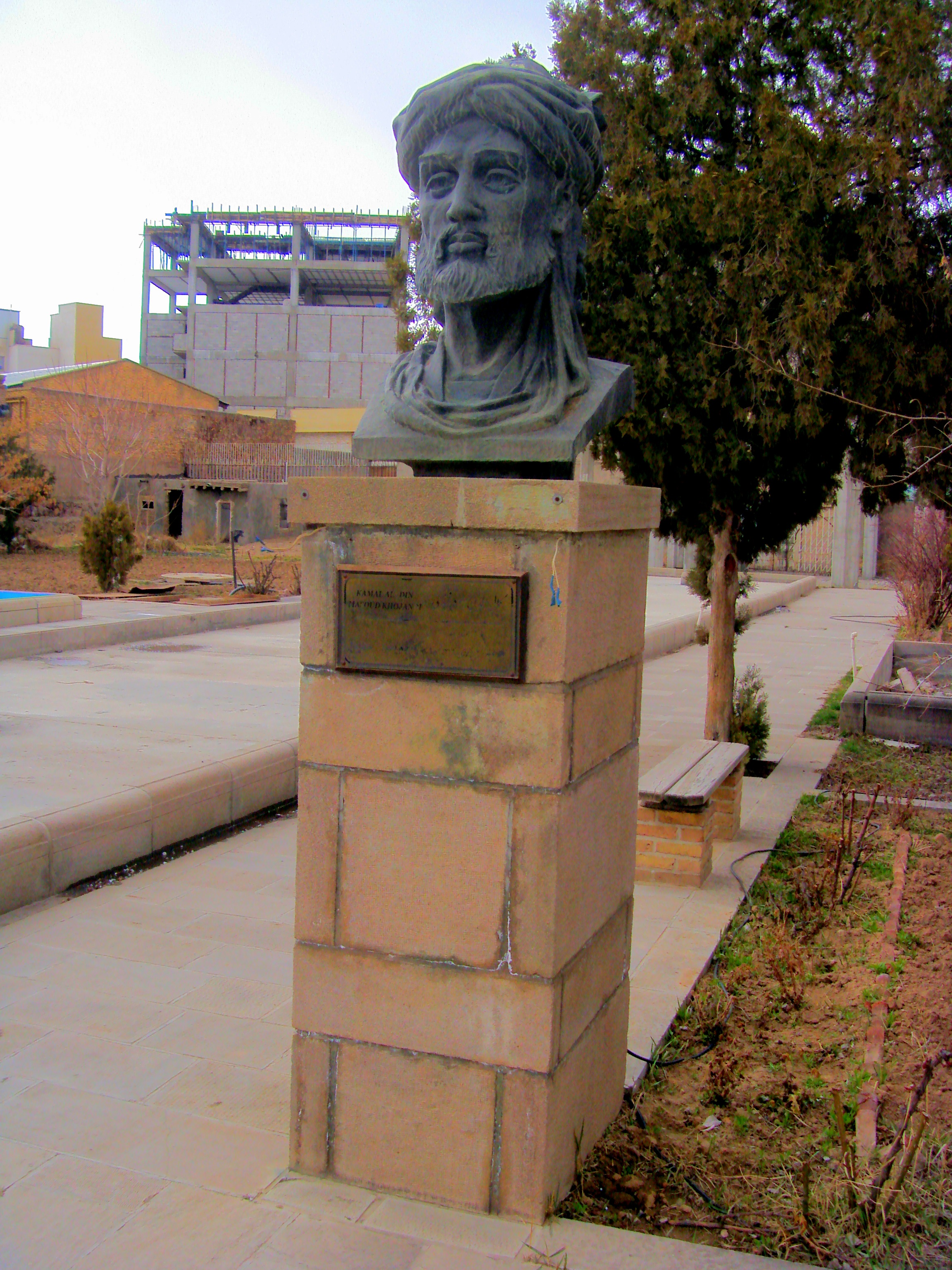
تندیس کمال خجندی